# همایش و مسابقه بین‌المللی آقای چرم‌پوش

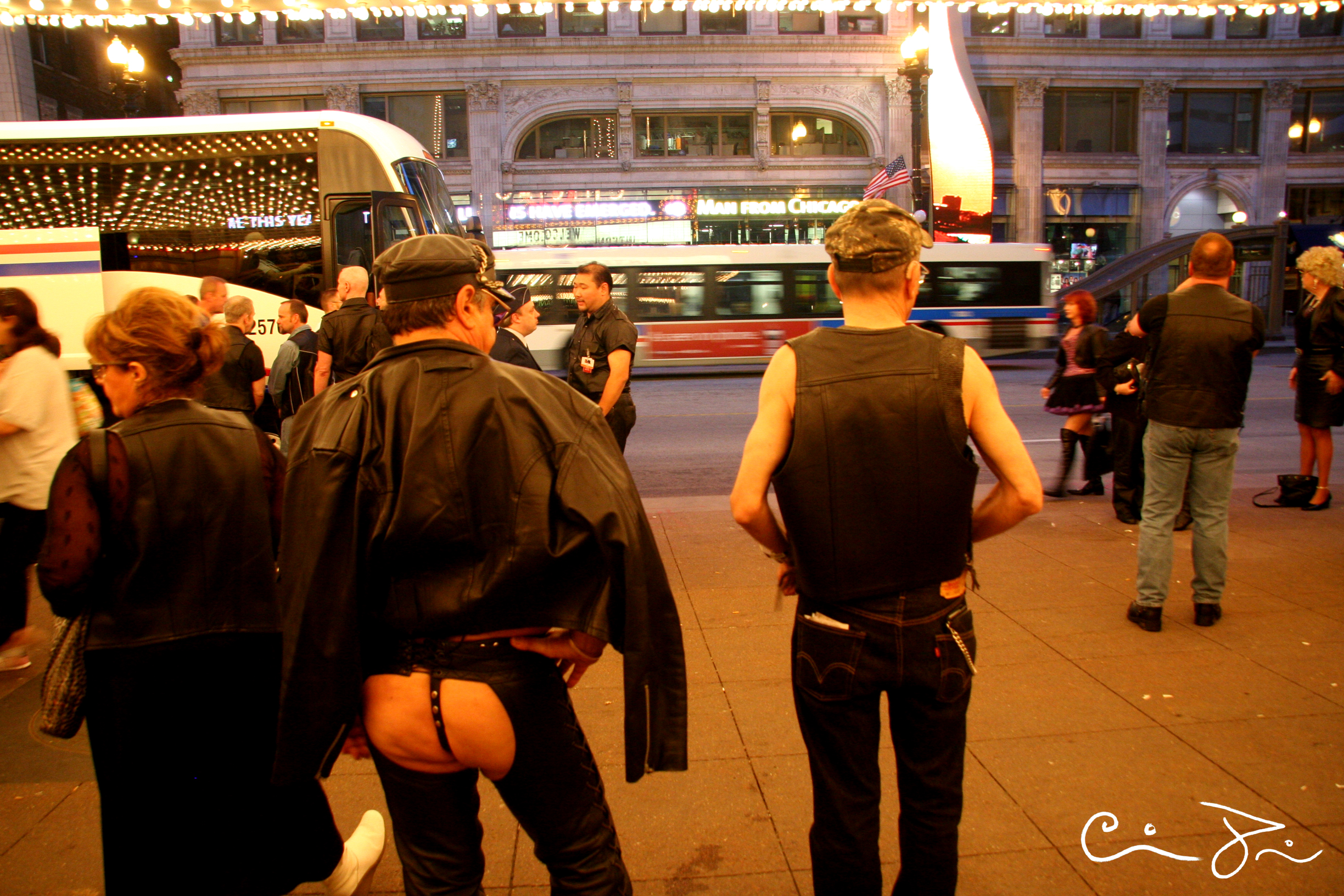
آقای چرم پوش سال ۲۰۰۷

همایش و مسابقهٔ بین‌المللی آقای چرم‌پوش (انگلیسی: International Mr. Leather) نام یک همایش و مسابقهٔ بین‌المللی اما عمدتاً آمریکایی برای مردان چرم‌پوش است که هر ساله در ماه می و در شهر شیکاگو برگزار می‌شود. این مراسم از سال ۱۹۷۹ به صورت سالانه برگزار می‌گردد.
شرکت کنندگان در این مسابقه باید در سطح پایین‌تر یک رقابت فرعی در یک بار یا در یک مسابقهٔ چرم پوشی محلی یا ایالتی پیروز شده باشند؛ یا به وسیلهٔ یک بار، حرفه، باشگاه یا سازمان مربوط به چرم پوشان حمایت شده باشند.

## برندگان شرکت‌کننده در مسابقه آقای چرم‌پوش
در زیر اسامی و اطلاعات افراد برنده آورده‌شده‌است:
| دوره # | تاریخ      | آقای چرم‌پوش پیروز | لقب مقدماتی برنده یا برپاکننده               | شهر فرد برنده              | تعداد شرکت کنندگان                    | مکان و هتل میزبان همایش                                     |
| ------ | ---------- | ----------------- | -------------------------------------------- | -------------------------- | ------------------------------------- | ----------------------------------------------------------- |
| ۱      | ۲۰ می ۱۹۷۹ | David Kloss       | Mr. Leather Brig                             | سان فرانسیسکو، کالیفرنیا   | ۱۲ مرد از ۶ ایالت آمریکا              | Grand Ballroom of the Radisson Hotel                        |
| ۲      | ۱۰ می ۱۹۸۰ | پاتریک بروکس      | آقای چرم‌پوش استرالیا                         | سیدنی، استرالیا            | ۱۸ مرد از ۷ ایالت آمریکا و استرالیا   | Grand Ballroom of the Radisson Hotel                        |
| ۳      | ۹ می ۱۹۸۱  | مارتی کیکِر        | Sponsored by The Brig & The Phoenix          | سان فرانسیسکو، کالیفرنیا   | ۳۶ مرد از ۳ کشور شامل ۱۱ ایالت آمریکا | پارک وست                                                    |
| ۴      | ۸ می ۱۹۸۲  | لوک دانیِل         | Mr. Drummer                                  | سان فرانسیسکو، کالیفرنیا   | ۴۶ مرد از ۱۴ ایالت آمریکا و کانادا    | پارک وست                                                    |
| ۵      | ۷ می ۱۹۸۳  | کوتلِر توماس       | آقای چرم‌پوش تگزاس                            | هوستون، تگزاس              | ۴۴ مرد از ۱۵ ایالت آمریکا و کانادا    | پارک وست و آلرتون هتل                                       |
| ۶      | ۲۷ می ۱۹۸۴ | ران مور           | آقای چرم‌پوش کلرادو                           | دنور، کلرادو               | ۳۰ مرد از ۱۴ ایالت آمریکا و استرالیا  | پارک وست و آلرتون هتل                                       |
| ۷      | ۲۶ می ۱۹۸۵ | پاتریک تونِر       | Mr. Chaps San Francisco                      | سان فرانسیسکو، کالیفرنیا   | ۲۷ مرد از ۳ کشور شامل ۱۴ ایالت آمریکا | پارک وست و آلرتون هتل                                       |
| ۸      | ۲۵ می ۱۹۸۶ | اِسکات تاکِر        | آقای چرم‌پوش فیلادلفیا                        | فیلادلفیا، پنسیلوانیا      | ۲۸ مرد از ۱۴ ایالت آمریکا             | پارک وست و هتل لِیک شور                                      |
| ۹      | ۲۴ می ۱۹۸۷ | Thomas Karasch    | آقای چرم‌پوش اروپا                            | هامبورگ، آلمان             | ۳۱ مرد از ۳ کشور شامل ۱۴ ایالت آمریکا | پارک وست و Days Inn                                         |
| ۱۰     | ۲۹ می ۱۹۸۸ | Michael Pereyra   | آقای چرم‌پوش سان دیگو                         | سان دیگو، کالیفرنیا        | ۴۲ مرد از ۳ کشور شامل ۲۰ ایالت آمریکا | Clubland at the Vic و Executive House Hotel                 |
| ۱۱     | ۲۸ می ۱۹۸۹ | Guy Baldwin       | Mr. National Leather Association             | لس آنجلس، کالیفرنیا        | ۴۸ مرد از ۲۲ ایالت آمریکا و کانادا    | Clubland at the Vic و Executive House Hotel                 |
| ۱۲     | ۲۷ می ۱۹۹۰ | مارک رایان        | آقای چرم‌پوش بوستون                           | بوستون، ماساچوست           | ۴۲ مرد از ۳ کشور شامل ۲۲ ایالت آمریکا | Clubland at the Vic                                         |
| ۱۳     | ۲۶ می ۱۹۹۱ | دی کانون          | Mr. CC (of Palm Springs)                     | هالیوود، کالیفرنیا         | ۵۰ مرد از ۳ کشور شامل ۲۴ ایالت آمریکا | Clubland at the Vic و Executive House Hotel                 |
| ۱۴     | ۲۴ می ۱۹۹۲ | لِنی برُبِرگ         | آقای چرم‌پوش سانفرانسیسکو                     | سانفرانسیسکو، کالیفرنیا    | ۵۶ مرد از ۲۲ ایالت آمریکا و کانادا    | Aragon Ballroom و Executive House Hotel                     |
| ۱۵     | ۳۰ می ۱۹۹۳ | Henri ten Have    | sponsored by Motor Sportclub Amsterdam (MSA) | آمستردام، هلند             | ۵۱ مرد از ۵ کشور شامل ۲۳ ایالت آمریکا | Aragon Ballroom و Congress Hotel                            |
| ۱۶     | ۲۹ می ۱۹۹۴ | جف تاکر           | آقای چرم‌پوش سن خوزه                          | سن خوزه، کالیفرنیا         | ۴۳ مرد از ۵ کشور شامل ۲۱ ایالت آمریکا | Congress Theater و Congress Hotel                           |
| ۱۷     | ۲۸ می ۱۹۹۵ | لَری اِوِرِت          | آقای چرم‌پوش اکلاهما                          | کالینزویل، اکلاهما         | ۵۰ مرد از ۶ کشور شامل ۲۶ ایالت آمریکا | Congress Theater و هایت ریجنسی شیکاگو هتل                   |
| ۱۸     | ۲۶ می ۱۹۹۶ | Joe Gallagher     | آقای چرم‌پوش نیویورک                          | نیویورک، نیویورک           | ۴۹ مرد از ۶ کشور شامل ۲۵ ایالت آمریکا | Congress Theater و Congress Hotel                           |
| ۱۹     | ۲۵ می ۱۹۹۷ | Kevin Cwayna      | آقای چرم‌پوش مینه‌سوتا                         | مینیاپولیس، مینه‌سوتا       | ۵۳ مرد از ۵ کشور شامل ۲۴ ایالت آمریکا | Congress Theater و Congress Hotel                           |
| ۲۰     | ۲۴ می ۱۹۹۸ | تونی میلز         | Mr. Mid-Atlantic Leather                     | واشینگتن، دی.سی.           | ۶۲ مرد از ۷ کشور شامل ۲۴ ایالت آمریکا | Congress Theater و Congress Hotel                           |
| ۲۱     | ۳۰ می ۱۹۹۹ | بروس چوپنیک       | Mr. Rocky Mountain Leather                   | دنور، کلرادو               | ۵۲ مرد از ۵ کشور شامل ۲۳ ایالت آمریکا | Congress Theater و Congress Hotel                           |
| ۲۲     | ۲۸ می ۲۰۰۰ | مایک تایلور       | Mr. Heartland Leather                        | کلمبوس و سینسیناتی، اوهایو | ۶۰ مرد از ۷ کشور شامل ۲۵ ایالت آمریکا | Congress Theater و Congress Hotel                           |
| ۲۳     | ۲۷ می ۲۰۰۱ | Stefan Müller     | Bavarian Mr. Leather                         | مونیخ، آلمان               | ۶۳ مرد از ۷ کشور شامل ۲۷ ایالت آمریکا | Congress Theater و Palmer House Hilton Hotel                |
| ۲۴     | ۲۶ می ۲۰۰۲ | Stephen Weber     | آقای چرم‌پوش تگزاس                            | دالاس، تگزاس               | ۶۶ مرد از ۷ کشور شامل ۲۸ ایالت آمریکا | Congress Theater و هایت ریجنسی شیکاگو هتل                   |
| ۲۵     | ۲۵ می ۲۰۰۳ | جان پندال         | Mr. Hoist                                    | لندن، بریتانیا             | ۵۸ مرد از ۵ کشور شامل ۲۵ ایالت آمریکا | Congress Theater و Palmer House Hilton Hotel                |
| ۲۶     | ۳۰ می ۲۰۰۴ | Jason Hendrix     | Mr. DC Eagle ۲۰۰۴                            | واشینگتن، دی.سی.           | ۵۸ مرد از ۵ کشور شامل ۲۳ ایالت آمریکا | Congress Theater و هایت ریجنسی شیکاگو هتل                   |
| ۲۷     | ۲۹ می ۲۰۰۵ | Michael Egdes     | Mr. Ramrod                                   | فورت لادردیل، فلوریدا      | ۵۲ مرد از ۶ کشور شامل ۲۵ ایالت آمریکا | Navy Pier Skyline Stage و هایت ریجنسی شیکاگو Hotel          |
| ۲۸     | ۲۸ می ۲۰۰۶ | Bo Ladashevska    | آقای چرم پوش مونترآل ۲۰۰۶                    | مونترآل، کانادا            | ۵۱ مرد از ۵ کشور شامل ۱۸ ایالت آمریکا | Chicago Theatre و Palmer House Hilton Hotel                 |
| ۲۹     | ۲۷ می ۲۰۰۷ | Mikel Gerle       | آقای چرم‌پوش لس آنجلس ۲۰۰۷                    | لس آنجلس، کالیفرنیا        | ۵۳ مرد از ۵ کشور شامل ۲۳ ایالت آمریکا | Chicago Theatre و Palmer House Hilton Hotel                 |
| ۳۰     | ۲۵ می ۲۰۰۸ | گری ایریزا        | آقای چرم‌پوش پام اسپرینگز ۲۰۰۸                | پام اسپرینگز، کالیفرنیا    | ۵۱ مرد از ۶ کشور شامل ۲۱ ایالت آمریکا | هایت ریجنسی شیکاگو هتل                                      |
| ۳۱     | ۲۴ می ۲۰۰۹ | Jeffrey Payne     | آقای چرم‌پوش تگزاس ۲۰۰۹                       | دالاس، تگزاس               | ۵۴ مرد                                | هتل هیلتون شیکاگو                                           |
| ۳۲     | ۳۰ می ۲۰۱۰ | Tyler McCormick   | Mr. Rio Grande Leather ۲۰۱۰                  | البوکرکی، نیومکزیکو        | ۵۲ مرد                                | Congress Theater و هایت ریجنسی شیکاگو هتل                   |
| ۳۳     | ۲۹ می ۲۰۱۱ | Eric Guttierez    | آقای چرم‌پوش اروپا ۲۰۱۱                       | پاریس، فرانسه              | ۵۳ مرد                                | Harris Theater و هایت ریجنسی شیکاگو هتل                     |
| ۳۴     | ۲۷ می ۲۰۱۲ | وودی وودرُف        | آقای چرم‌پوش میشیگان ۲۰۱۲                     | Waterford, Michigan        | ۴۹ مرد                                | هایت ریجنسی شیکاگو                                          |
| ۳۵     | ۲۶ می ۲۰۱۳ | اندی کراس         | آقای چرم‌پوش سان‌فرانسیسکو ۲۰۱۳                | سان فرانسیسکو، کالیفرنیا   | ۵۱ مرد                                | Harris Theater و Marriott Michigan Ave. Chicago Hotel       |
| ۳۶     | ۲۵ می ۲۰۱۴ | Ramien Pierre     | آقای عقاب واشینگتن، دی.سی. ۲۰۱۴              | واشینگتن، دی.سی.           | ۴۶ مرد                                | Harris Theater و Marriott Michigan Ave. Chicago Hotel       |
| ۳۷     | ۲۴ می ۲۰۱۵ | پاتریک اسمیت      | آقای چرم‌پوش لس آنجلس ۲۰۱۵                    | لس آنجلس، کالیفرنیا        | ۵۲ مرد                                | Harris Theater و Congress Hotel Chicago Hotel               |
| ۳۸     | ۲۹ می ۲۰۱۶ | David Bailey      | آقای چرم‌پوش نیوجرسی ۲۰۱۶                     | هاوول، نیوجرسی             | ۵۹ مرد از ۷ کشور شامل ۲۵ ایالت آمریکا | Park West and Harris Theater و Congress Hotel Chicago Hotel |